# Saipin Detsaeng
Saipin Detsaeng (in thai: สายพิณ เดชแสง; 15 marzo 1977) è un'ex sollevatrice thailandese che ha gareggato nelle categorie dei pesi piuma (fino a 54 kg.) e dei pesi medi (fino a 63 kg.).

## Carriera
Nel 1997 vinse la medaglia di bronzo nella categoria dei pesi piuma ai Campionati mondiali di Chiang Mai con 195 kg. nel totale.
Nel 2000, passata alla categoria dei pesi medi, ottenne la medaglia d'argento ai Campionati asiatici di Osaka con 227,5 kg. nel totale. Qualche mese dopo partecipò alle Olimpiadi di Sydney 2000, dove il sollevamento pesi femminile faceva il suo esordio olimpico, terminando al 4º posto finale con 222,5 kg. nel totale, stesso risultato della greca Iōanna Chatzīiōannou, alla quale fu assegnata la medaglia di bronzo grazie al suo peso corporeo inferiore rispetto a quello di Detsaeng.